# Sam Snead
Samuel Jackson "Sam" Snead, surnommé Slammin’ Sam est né le 27 mai 1912 à Ashwood (Virginie) et mort le 23 mai 2002 à Hot Springs, Virginie, était un golfeur américain qui a été au sommet de la hiérarchie mondiale, il fait partie du triumvirat des meilleurs joueurs de golf de sa génération avec Ben Hogan et Byron Nelson. Par ailleurs, il est l'auteur de plusieurs livres autobiographiques et sur le golf et sa pratique.

## Biographie

### Jeunesse et formation
Né à Ashwood en Virginie,, il est l'un des cinq enfants de Harry Snead et de Laura Snead, il a une sœur, Janet, et trois frères Homer, Jesse et Pete. Durant ses études secondaires à la Bath County High School (Virginia) (en), il excelle dans le baseball, le basketball, football américain et le tennis. Il découvre le golf comme caddy à Hot Springs, puis devient assistant des professionnels à 19 ans et apprend à faire du golf de façon autodidacte. En 1934, il décide de passer professionnel mais restera toute sa vie affilié à ce golf d'Hot Springs. Il sera affublé du pseudonyme "Slammin' Sammy". 

### Carrière
Né en 1912, la même année que les champions de golf Ben Hogan et Byron Nelson qui domineront avec lui le golf dans les années 1930 jusqu'à la venue d'Arnold Palmer en 1955 et de Jack Nicklaus en 1960,. Sam Snead a remporté 82 tournois de la PGA Tour et 70 autres tournois dans le monde. Il a à son palmarès sept tournois de grand chelem dont trois Masters, trois Championnats de la PGA et un Open britannique. Malgré tous ses succès, son aura est un peu sous-évaluée en raison de son échec à remporter dans sa carrière l'Open américain, échouant par 4 fois à la seconde place. Snead fut connu pour son image décalée, portant un chapeau de paille et jouant parfois pieds nus.
Il a longtemps été admiré pour posséder ce qui a été appelé "le swing parfait" avec une lenteur d'exécution et une souplesse rarement égalée. À un âge où les seniors ont des rhumatismes, il était encore capable de lever la jambe à la verticale. A 71 ans (en 1983), il a même marqué un 60 (-12 sous le par) sur son parcours de prédilection à Hot Springs.

### Vie personnelle
En 1940, il épouse Audrey Karnes, le couple donnera naissance à deux fils : Sam Snead, Jr. et Terrence Snead,.
Sam Snead décède, dans sa résidence de Hot Spring, des suites d'un accident vasculaire cérébral,.
Sam Snead repose au cimetière familial de Hot Springs aux côtés de son épouse  Audrey Karnes Snead.

## Œuvres
- (en) How to hit a golf ball from any sort of lie., Coahchwhiop Publications, 1950, rééd 2013, 74 p. (ISBN 978-1-61646-203-1, lire en ligne).
- (en) The Education of a Golfer, Simon & Schuster, 1er janvier 1962, 248 p. (ISBN 978-0-671-21945-1),
- (en) The driver book, Cornerstone Library, 1967, 164 p. (OCLC 9997921, lire en ligne),
- (en) Sam Snead's basic guide to good golf, Grosset & Dunlap, 1968, 132 p. (OCLC 6328886, lire en ligne),
- (en) Sam Snead Teaches You His Simple "Key" Approach to Golf, Atheneum Books, 1er janvier 1974, 178 p. (ISBN 978-0-689-10657-6, lire en ligne),
- (en) Golf begins at forty, Dial Press, 1978, 200 p. (ISBN 0-8037-2850-6, lire en ligne),
- (en) Book of Golf, Hutchinson, 12 mars 1979, 178 p. (ISBN 978-0-09-125311-0),
- (en) Slammin' Sam, Donald I Fine, 1er novembre 1986, 280 p. (ISBN 978-0-917657-87-0, lire en ligne),
- (en) Better Golf the Sam Snead Way : The Lessons I've Learned, McGraw-Hill, 1er octobre 1996, 208 p. (ISBN 978-0-8092-3105-8, lire en ligne),
- (en) Game I Love, Ballantine Books, 30 septembre 1997, 240 p. (ISBN 978-0-345-41084-9, lire en ligne),
- (en) Sam Snead's Quick Way To Better Golf, Kessinger Publishing, 1er mars 2007, 80 p. (ISBN 978-1-4325-8810-6),

## Prix et distinctions
- 1942, 1949, 1951 : Vainqueur du PGA Championship[14],
- 1946 : Vainqueur de l'Open britannique.
- 1949, 1952, 1954 : Vainqueur du Masters
- 1974 : cérémonie d'intronisation au  World Golf Hall of Fame[15].